# Подгорец, Норман
Но́рман Подго́рец (англ. Norman Podhoretz; род. 16 января 1930 года, Бруклин, Нью-Йорк) — американский публицист, политолог и литературный критик.
Один из крупнейших американских политологов и журналистов, автор нескольких книг и множества статей по широкому спектру проблем, от культуры до внешней политики.

## Биография
Родился в семье еврейских эмигрантов из Галиции Юлиуса и Елены Волынер.
Норман Подгорец получил степень магистра в Кембриджском Университете (Англия). С 1960 по 1995 год был главным редактором влиятельного журнала «Commentary». В середине 1960-х был либералом и выступал против войны во Вьетнаме, в конце 1960-х перековался в консерватора и преобразовал журнал в основной печатный орган неоконсерватизма. В 1970-х перешёл из Демократической в Республиканскую партию США. Подгорец написал девять книг, среди которых следует особо выделить «Выход из рядов» (1979), где он заявляет, что защита Израиля должна являться ключевым элементом военной стратегии США. С 1981-го по 1987-й год он был руководителем «Комитета по Развитию Новых Направлений» (англ. New Directions Advisory Committee). В 2004 году, так же как и Ирвинг Кристол, был награждён Президентской медалью Свободы.
Старший научный сотрудник Гудзоновского института. Является почётным доктором нескольких университетов, включая Бостонский университет, Hamilton College, Jewish Theological Seminary и Иешива-университет. Член американского «Совета по международным отношениям». Член Центра политики безопасности США.
- Эллиот Абрамс, сотрудник Совета по национальной безопасности США, является зятем Нормана Подгореца.
- Его сын Джон Подгорец — известный журналист, сотрудничающий с неоконсервативными изданиями.

## Работы
- Мертва ли доктрина Буша?